# CHOE-FM
CHOE-FM, s'identifiant en ondes sous O 95,3 Matane, est une station de radio québécoise propriété du groupe Arsenal Media diffusant à la fréquence 95,3 MHz sur la bande FM à Matane, dans la région du Bas-Saint-Laurent.
La station diffuse surtout de la musique Top 40 et des chansons rock.
La station a pignon sur rue au 800 avenue du Phare-Ouest à Matane] à la même adresse que le studio de sa station sœur CHRM-FM.

## Histoire de la station
Le 5 avril 1990, Communication Matane inc qui détenait déjà la licence de CHRM-AM obtient l'autorisation d'exploiter une seconde station privée à Matane.
CHOE-FM entre en ondes le 9 juin 1991 et diffuse sur la bande FM à la fréquence 95,3 MHz avec une puissance de 12 730 watts. L'entreprise est alors propriété des hommes d'affaires Kenneth Gagné et Roger Dion de Matane.
La puissance de la station est augmentée significativement en 2002 et passe à 30 000 watts.
En 2016, Communications Matane inc passe aux mains du groupe Attraction Radio. Cette transaction comprend les deux stations privées de l'entreprise, CHRM et CHOE.
L'image de marque de CHOE est transformée en 2017 et devient O 95,3.